# Vârlezi
Vârlezi é uma comuna romena localizada no distrito de Galaţi, na região de Moldávia. A comuna possui uma área de 91.68 km² e sua população era de 2148 habitantes segundo o censo de 2007.